# Шарипово (Курганская область)
Шарипово — деревня в Альменевском районе Курганской области. Входит в состав Шариповского сельсовета.

## История
До 1917 года входила в состав Катайской волости Челябинского уезда Оренбургской губернии. По данным на 1926 год деревня Шарыпова состояла из 94 хозяйств. В административном отношении являлась центром Шарыповского сельсовета Катайского района Челябинского округа Уральской области.

## Население
| 1891 | 1900 | 1916 | 1926 | 1989 | 2002 | 2010 |
| ---- | ---- | ---- | ---- | ---- | ---- | ---- |
| 397  | ↘387 | ↗507 | ↘466 | ↘442 | ↘418 | ↘371 |

По данным переписи 1926 года в деревне проживало 466 человек (226 мужчин и 240 женщин), в том числе: башкиры составляли 93 % населения, татары — 6 %.